# Charles Méray
Hugues Charles Robert Méray (1835-1911) va ser un matemàtic francès, professor que va donar per primera vegada un definició rigorosa de nombre real.

## Vida i Obra
Charles Méray, tal com ell signava, és un matemàtic poc conegut: la veritat és que ell mateix va fer tot el possible per desagradar a la gent i als acadèmics. Va estudiar a l'École Normale Supérieure entre 1854 i 1857 i, a continuació, va ser professor de matemàtiques al Lycée Saint Quentin de París fins al 1859.
Després de retirar-se durant set anys, és nomenat professor de la universitat de Lió, però no hi dura ni un curs. El 1867 passa a ser professor de càlcul diferencial de la universitat de Dijon en la que arribarà a ser degà i en la que roman fins a la seva jubilació. Va ser escollit membre de l'Acadèmia Francesa de les Ciències el 1899 en la secció de geometria.
Malgrat ser poc recordat, Méray és l'autor d'un treball de 1869, Remarques sur la nature des quantités définies par la condition de servir de limites à des variables données que és pioner en donar una definició rigorosa de nombre irracional, ja que és anterior a les donades per Dedekind i Kronecker.
Un any abans ja havia publicat una memòria sobre el càlcul infinitesimal, Remarques sur les principes fundamentaux du calcul, en la que estableix com a base del càlcul el desenvolupament de les funcions en sèries de Taylor.
El 1872 va publicar un primer tractat sobre càlcul i entre 1894 i 1898 van aparèixer els quatre volums del seu gran tractat de càlcul infinitesimal, escrit amb la col·laboració del seu deixeble Charles Riquier.
Com fets curiosos es pot ressenyar que va ser un fervent defensor de l'esperanto i que va ser viticultor a Mercurey (Vinyes de la Borgonya).